# Torino Calcio 2001-2002
Questa voce raccoglie le informazioni riguardanti il Torino Calcio nelle competizioni ufficiali della stagione 2001-2002.

## Stagione
Nella stagione 2001-2002 il Torino, nuovamente guidato da Giancarlo Camolese, ebbe un avvio difficile di campionato, non vincendo mai nelle prime 5 giornate e a fine settembre era penultimo con 2 punti. Alla 7ª giornata pareggiò (3-3) un derby rimasto negli annali. Il 21 ottobre ottenne la prima vittoria in campionato, superando (1-0) il Perugia. Il 4 novembre batté 1-0 il Milan, provocando l'esonero del tecnico milanista Fatih Terim. A fine torneo si classificò in undicesima posizione con 43 punti, accedendo alla Coppa Intertoto per rinuncia dell'Atalanta. Nella Coppa Italia entrò in scena nel secondo turno, ma fu subito eliminato dalla Sampdoria, pareggiando 1-1 a Genova e 2-2 al Delle Alpi.

## Divise e sponsor
Nel 2001-2002 il Torino ha come sponsor tecnico Asics, mentre lo sponsor principale è Conto Arancio.
| Casa | Trasferta | Terza maglia |

## Società
- Presidente:
  - Attilio Romero
- Vice presidente esecutivo,
Amministratore delegato:
  - Francesco Cimminelli
- Vice presidenti:
  - Simone Cimminelli
  - Umberto Rosa
- Segretario generale:
  - Renato Bizzarri
- Responsabile amministrativo:
  - Carlo Paiuzza
- Addetto stampa:
  - Gabriele Chiuminatto
- Direttore marketing e commerciale:
  - Cristiano Spazzali
- Responsabile area tecnica:
  - Sandro Mazzola
- Assistente area tecnica:
  - Luca Padovano
- Allenatore:
  - Giancarlo Camolese

## Rosa
| N. |                    | Ruolo | Calciatore          |
| -- | ------------------ | ----- | ------------------- |
| 1  | Italia (bandiera)  | P     | Luca Bucci          |
| 2  | Italia (bandiera)  | D     | Luigi Garzya        |
| 3  | Italia (bandiera)  | D     | Gianluca Comotto    |
| 4  | Italia (bandiera)  | C     | Giorgio Venturin    |
| 5  | Italia (bandiera)  | D     | Daniele Delli Carri |
| 6  | Italia (bandiera)  | D     | Giovanni Lopez      |
| 7  | Brasile (bandiera) | A     | Pinga               |
| 7  | Uruguay (bandiera) | A     | José Franco         |
| 8  | Italia (bandiera)  | C     | Alessio Scarchilli  |
| 9  | Italia (bandiera)  | A     | Cristiano Lucarelli |
| 10 | Italia (bandiera)  | C     | Massimo Brambilla   |
| 11 | Svezia (bandiera)  | A     | Yksel Osmanovski    |
| 13 | Italia (bandiera)  | C     | Antonino Asta       |
| 14 | Italia (bandiera)  | D     | Luca Mezzano        |
| 15 | Italia (bandiera)  | C     | Simone Vergassola   |
| 16 | Italia (bandiera)  | P     | Stefano Sorrentino  |
| 17 | Italia (bandiera)  | D     | Riccardo Fissore    |
| 18 | Italia (bandiera)  | A     | Fabio Quagliarella  |
| 19 | Italia (bandiera)  | C     | Franco Semioli      |
| 19 | Italia (bandiera)  | A     | Paolo Rossi         |

| N. |                       | Ruolo | Calciatore          |
| -- | --------------------- | ----- | ------------------- |
| 20 | Italia (bandiera)     | D     | Fabio Galante       |
| 21 | Italia (bandiera)     | A     | Simone Tiribocchi   |
| 22 | Italia (bandiera)     | P     | Gabriele Paoletti   |
| 23 | Italia (bandiera)     | D     | Mirko Cudini        |
| 23 | Brasile (bandiera)    | D     | Ronaldo Vanin       |
| 24 | Nigeria (bandiera)    | A     | Akeem Omolade       |
| 25 | Francia (bandiera)    | C     | Benoît Cauet        |
| 26 | Italia (bandiera)     | D     | Alessandro Cibocchi |
| 27 | Italia (bandiera)     | D     | Daniele Martinelli  |
| 28 | Italia (bandiera)     | C     | Riccardo Maspero    |
| 30 | Italia (bandiera)     | A     | Emanuele Calaiò     |
| 31 | Italia (bandiera)     | D     | Paolo Castellini    |
| 35 | Italia (bandiera)     | D     | Stefano Fattori     |
| 51 | Italia (bandiera)     | C     | Diego De Ascentis   |
| 94 | Italia (bandiera)     | A     | Marco Ferrante      |
|    | Italia (bandiera)     | P     | Alessandro Caparco  |
|    | Uruguay (bandiera)    | D     | Gustavo Méndez      |
|    | Italia (bandiera)     | D     | Riccardo Pagliuchi  |
|    | Ghana (bandiera)      | C     | Abdullah Fusseini   |
|    | Jugoslavia (bandiera) | C     | Krunoslav Jurčić    |

## Calciomercato

### Sessione estiva
| Acquisti | Acquisti            | Acquisti   | Acquisti      |
| R.       | Nome                | da         | Modalità      |
| -------- | ------------------- | ---------- | ------------- |
| P        | Alessandro Caparco  | Moncalieri | definitivo    |
| P        | Gabriele Paoletti   | L’Aquila   | fine prestito |
| P        | Stefano Sorrentino  | Varese     | fine prestito |
| D        | Federico Balzaretti | Varese     | fine prestito |
| D        | Gianluca Comotto    | Vicenza    | fine prestito |
| D        | Riccardo Fissore    | Inter      | definitivo    |
| D        | Luca Mezzano        | Inter      | definitivo    |
| D        | Gennaro Scarlato    | Ravenna    | fine prestito |
| C        | Benoît Cauet        | Inter      | definitivo    |
| C        | Fabio Pecchia       | Napoli     | fine prestito |
| C        | Simone Vergassola   | Sampdoria  | definitivo    |
| A        | Marco Ferrante      | Inter      | fine prestito |
| A        | Cristiano Lucarelli | Lecce      | definitivo    |
| A        | Akeem Omolade       | Treviso    | definitivo    |
| A        | Yksel Osmanovski    | Bari       | definitivo    |
| A        | Simone Tiribocchi   | Siena      | fine prestito |

| Cessioni | Cessioni            | Cessioni  | Cessioni      |
| R.       | Nome                | a         | Modalità      |
| -------- | ------------------- | --------- | ------------- |
| P        | Alessandro Nista    |           | fine carriera |
| P        | Luca Pastine        | Lodigiani | definitivo    |
| D        | Federico Balzaretti | Siena     | prestito      |
| D        | Mauro Bonomi        | Napoli    | definitivo    |
| D        | Mirko Cudini        | Cagliari  | definitivo    |
| D        | Djibril Diawara     | Bolton    | prestito      |
| D        | Davide Mandelli     | Siena     | prestito      |
| D        | Jacopo Mariani      | Lecco     | definitivo    |
| D        | Gustavo Méndez      | Nacional  | definitivo    |
| D        | Nicola Mora         | Piacenza  | definitivo    |
| D        | Luigi Panarelli     | Crotone   | definitivo    |
| D        | Gennaro Scarlato    | Udinese   | prestito      |
| C        | Krunoslav Jurčić    | Sampdoria | prestito      |
| C        | Fabio Pecchia       | Bologna   | definitivo    |
| C        | Sixto Peralta       | Inter     | fine prestito |
| C        | Fabio Tricarico     | Sampdoria | definitivo    |
| A        | Edoardo Artistico   | Crotone   | definitivo    |
| A        | Corrado Colombo     | Inter     | fine prestito |
| A        | Stefan Schwoch      | Vicenza   | definitivo    |

### Sessione invernale
| Acquisti | Acquisti        | Acquisti | Acquisti      |
| R.       | Nome            | da       | Modalità      |
| -------- | --------------- | -------- | ------------- |
| D        | Djibril Diawara | Bolton   | fine prestito |
| A        | José Franco     | Peñarol  | definitivo    |

| Cessioni | Cessioni          | Cessioni | Cessioni   |
| R.       | Nome              | a        | Modalità   |
| -------- | ----------------- | -------- | ---------- |
| D        | Djibril Diawara   | Cosenza  | prestito   |
| D        | Riccardo Fissore  | Vicenza  | definitivo |
| C        | Franco Semioli    | Ternana  | prestito   |
| A        | Emanuele Calaiò   | Ternana  | prestito   |
| A        | Yksel Osmanovski  | Bordeaux | prestito   |
| A        | Pinga             | Siena    | prestito   |
| A        | Simone Tiribocchi | Ancona   | prestito   |

## Risultati

### Serie A

#### Girone di andata
| Arbitro: | Trefoloni (Siena) |

|                     |           |                            |
| Muzzi 62’ Pavon 65’ | Marcatori | 12’ Galante 44’ Osmanovski |

| Arbitro: | Rodomonti (Teramo) |

|                  |           |                                   |
| C. Lucarelli 30’ | Marcatori | 9’, 68’ Tare 89’ (rig.) R. Baggio |

| Roma 16 settembre 2001, ore 15:00 UTC+2 3ª giornata | Lazio            | 0 – 0 | Torino | Stadio Olimpico (36.686 spett.)\| Arbitro: \| Bertini (Arezzo) \| |
| Arbitro:                                            | Bertini (Arezzo) |       |        |                                                                   |

| Arbitro: | Farina (Novi Ligure) |

|  |           |                   |
|  | Marcatori | 72’ (rig.) Kallon |

| Arbitro: | Treossi (Forlì) |

|                                    |           |                  |
| Hubner 9’, 87’ (rig.) Gautieri 20’ | Marcatori | 58’ C. Lucarelli |

| Arbitro: | Borriello (Mantova) |

|                             |           |                                                  |
| Del Piero 9’, 24’ Tudor 12’ | Marcatori | 57’ C. Lucarelli 70’ (rig.) Ferrante 83’ Maspero |

| Arbitro: | De Santis (Tivoli) |

|              |           |  |
| Ferrante 26’ | Marcatori |  |

| Arbitro: | Collina (Viareggio) |

|                                          |           |  |
| Marazzina 31’ Manfredini 50’ Luciano 81’ | Marcatori |  |

| Arbitro: | Tombolini (Ancona) |

|                  |           |  |
| C. Lucarelli 26’ | Marcatori |  |

| Firenze 18 novembre 2001, ore 15:00 UTC+1 11ª giornata | Fiorentina         | 0 – 0 | Torino | Stadio Artemio Franchi (16.364 spett.)\| Arbitro: \| Preschern (Mestre) \| |
| Arbitro:                                               | Preschern (Mestre) |       |        |                                                                            |

| Arbitro: | Tombolini (Ancona) |

|                                                               |           |          |
| Ferrante 71’, 89’ Vergassola 75’ Galante 77’ C. Lucarelli 86’ | Marcatori | 10’ Mutu |

| Arbitro: | Trefoloni (Siena) |

|          |           |  |
| Olive 4’ | Marcatori |  |

| Arbitro: | De Santis (Tivoli) |

|             |           |                      |
| Galante 14’ | Marcatori | 45’ Doni 70’ Colombo |

| Arbitro: | Racalbuto (Gallarate) |

|               |           |                  |
| Cimirotic 50’ | Marcatori | 75’ C. Lucarelli |

| Arbitro: | Saccani (Mantova) |

|              |           |  |
| Ferrante 45’ | Marcatori |  |

| Arbitro: | Cassarà (Palermo) |

|             |           |                  |
| Comotto 64’ | Marcatori | 14’, 93’ Maniero |

| Arbitro: | Farina (Novi Ligure) |

|           |           |  |
| Totti 24’ | Marcatori |  |

#### Girone di ritorno
| Arbitro: | Dondarini (Finale Emilia) |

|                                          |           |              |
| C. Lucarelli 27’ (rig.), 83’ Maspero 69’ | Marcatori | 45’ Iaquinta |

| Arbitro: | Pellegrino (Barcellona Pozzo di Gotto) |

|            |           |                             |
| Yllana 52’ | Marcatori | 83’ Ferrante 87’ Vergassola |

| Arbitro: | Tombolini (Ancona) |

|                  |           |  |
| C. Lucarelli 62’ | Marcatori |  |

| Milano 2 febbraio 2002, ore 20:30 UTC+1 21ª giornata | Inter           | 0 – 0 | Torino | Stadio Giuseppe Meazza (56.197 spett.)\| Arbitro: \| Treossi (Forlì) \| |
| Arbitro:                                             | Treossi (Forlì) |       |        |                                                                         |

| Arbitro: | Rodomonti (Teramo) |

|              |           |            |
| Ferrante 83’ | Marcatori | 71’ Hubner |

| Arbitro: | De Santis (Tivoli) |

|  |           |             |
|  | Marcatori | 89’ Comotto |

| Arbitro: | Paparesta (Bari) |

|                        |           |                          |
| Ferrante 64’ Cauet 80’ | Marcatori | 9’ Trezeguet 89’ Maresca |

| Arbitro: | Cesari (Genova) |

|                        |           |  |
| O'Neill 26’ Vryzas 72’ | Marcatori |  |

| Arbitro: | Pellegrino (Barcellona Pozzo di Gotto) |

|                          |           |                  |
| Ferrante 36’ Maspero 60’ | Marcatori | 19’, 53’ Corradi |

| Arbitro: | Braschi (Prato) |

|                           |           |                     |
| Kaladze 51’ Ambrosini 79’ | Marcatori | 64’ (rig.) Ferrante |

| Arbitro: | Bolognino (Milano) |

|                |           |  |
| Scarchilli 28’ | Marcatori |  |

| Arbitro: | Saccani (Mantova) |

|  |           |            |
|  | Marcatori | 27’ Franco |

| Arbitro: | Tombolini (Ancona) |

|                |           |          |
| Scarchilli 19’ | Marcatori | 51’ Cruz |

| Arbitro: | Palanca (Roma) |

|              |           |            |
| Berretta 15’ | Marcatori | 50’ Franco |

| Arbitro: | Racalbuto (Gallarate) |

|            |           |             |
| Franco 76’ | Marcatori | 35’ Popescu |

| Arbitro: | Dattilo (Locri) |

|                   |           |               |
| Maniero 7’ (rig.) | Marcatori | 90+3’ Galante |

| Arbitro: | Treossi (Forlì) |

|  |           |             |
|  | Marcatori | 68’ Cassano |

### Coppa Italia

#### Secondo turno
| Arbitro: | Dondarini (Finale Emilia) |

|                     |           |              |
| Marcolin 86’ (rig.) | Marcatori | 32’ Ferrante |

| Arbitro: | Pellegrino (Barcellona Pozzo di Gotto) |

|                                  |           |                                   |
| D. Martinelli 11’ Tiribocchi 27’ | Marcatori | 20’ C. Esposito 68’ (rig.) Flachi |

## Statistiche

### Statistiche di squadra
| Competizione | Punti | In casa | In casa | In casa | In casa | In casa | In casa | In trasferta | In trasferta | In trasferta | In trasferta | In trasferta | In trasferta | Totale | Totale | Totale | Totale | Totale | Totale | DR |
| Competizione | Punti | G       | V       | N       | P       | Gf      | Gs      | G            | V            | N            | P            | Gf           | Gs           | G      | V      | N      | P      | Gf     | Gs     | DR |
| ------------ | ----- | ------- | ------- | ------- | ------- | ------- | ------- | ------------ | ------------ | ------------ | ------------ | ------------ | ------------ | ------ | ------ | ------ | ------ | ------ | ------ | -- |
| Serie A      | 43    | 17      | 7       | 5       | 5       | 23      | 18      | 17           | 3            | 8            | 6            | 14           | 21           | 34     | 10     | 13     | 11     | 37     | 39     | -2 |
| Coppa Italia | -     | 1       | 0       | 1       | 0       | 2       | 2       | 1            | 0            | 1            | 0            | 1            | 1            | 2      | 0      | 2      | 0      | 3      | 3      | 0  |
| Totale       | -     | 18      | 7       | 6       | 5       | 25      | 20      | 18           | 3            | 9            | 6            | 15           | 22           | 36     | 10     | 15     | 11     | 40     | 42     | -2 |

### Statistiche dei giocatori
Sono in corsivo i calciatori che hanno lasciato la società a stagione in corso.
| Giocatore       | Serie A  | Serie A | Serie A     | Serie A    | Coppa Italia | Coppa Italia | Coppa Italia | Coppa Italia | Totale   | Totale | Totale      | Totale     |
| Giocatore       | Presenze | Reti    | Ammonizioni | Espulsioni | Presenze     | Reti         | Ammonizioni  | Espulsioni   | Presenze | Reti   | Ammonizioni | Espulsioni |
| --------------- | -------- | ------- | ----------- | ---------- | ------------ | ------------ | ------------ | ------------ | -------- | ------ | ----------- | ---------- |
| A. Asta         | 25       | 0       | ?           | ?          | 0            | 0            | ?            | ?            | 25       | 0      | ?           | ?          |
| M. Brambilla    | 8        | 0       | ?           | ?          | 1            | 0            | ?            | ?            | 9        | 0      | ?           | ?          |
| L. Bucci        | 30       | -36     | ?           | ?          | 0            | -0           | ?            | ?            | 30       | -36    | ?           | ?          |
| E. Calaiò       | 4        | 0       | ?           | ?          | 1            | 0            | ?            | ?            | 5        | 0      | ?           | ?          |
| P. Castellini   | 31       | 0       | ?           | ?          | 1            | 0            | ?            | ?            | 32       | 0      | ?           | ?          |
| B. Cauet        | 17       | 1       | ?           | ?          | -            | -            | ?            | ?            | 17       | 1      | ?           | ?          |
| G. Comotto      | 27       | 2       | ?           | ?          | 2            | 0            | ?            | ?            | 29       | 2      | ?           | ?          |
| M. Cudini       | 0        | 0       | ?           | ?          | 1            | 0            | ?            | ?            | 1        | 0      | ?           | ?          |
| D. De Ascentis  | 26       | 0       | ?           | ?          | 0            | 0            | ?            | ?            | 26       | 0      | ?           | ?          |
| D. Delli Carri  | 31       | 0       | ?           | ?          | 0            | 0            | ?            | ?            | 31       | 0      | ?           | ?          |
| S. Fattori      | 30       | 0       | ?           | ?          | 1            | 0            | ?            | ?            | 31       | 0      | ?           | ?          |
| M. Ferrante     | 28       | 10      | ?           | ?          | 1            | 1            | ?            | ?            | 29       | 11     | ?           | ?          |
| R. Fissore      | 0        | 0       | ?           | ?          | 1            | 0            | ?            | ?            | 1        | 0      | ?           | ?          |
| J.M. Franco     | 11       | 3       | ?           | ?          | -            | -            | ?            | ?            | 11       | 3      | ?           | ?          |
| F. Galante      | 33       | 4       | ?           | ?          | 0            | 0            | ?            | ?            | 33       | 4      | ?           | ?          |
| L. Garzya       | 12       | 0       | ?           | ?          | 2            | 0            | ?            | ?            | 14       | 0      | ?           | ?          |
| C. Lucarelli    | 30       | 9       | ?           | ?          | 0            | 0            | ?            | ?            | 30       | 9      | ?           | ?          |
| D. Martinelli   | 2        | 0       | ?           | ?          | 1            | 1            | ?            | ?            | 3        | 1      | ?           | ?          |
| R. Maspero      | 30       | 3       | ?           | ?          | 1            | 0            | ?            | ?            | 31       | 3      | ?           | ?          |
| L. Mezzano      | 11       | 0       | ?           | ?          | 1            | 0            | ?            | ?            | 12       | 0      | ?           | ?          |
| A. Omolade      | 0        | 0       | ?           | ?          | 1            | 0            | ?            | ?            | 1        | 0      | ?           | ?          |
| Y. Osmanovski   | 9        | 1       | ?           | ?          | 0            | 0            | ?            | ?            | 9        | 1      | ?           | ?          |
| Pinga           | 5        | 0       | ?           | ?          | 0            | 0            | ?            | ?            | 5        | 0      | ?           | ?          |
| F. Quagliarella | 4        | 0       | ?           | ?          | 0            | 0            | ?            | ?            | 4        | 0      | ?           | ?          |
| P. Rossi        | 1        | 0       | ?           | ?          | 0            | 0            | ?            | ?            | 1        | 0      | ?           | ?          |
| A. Scarchilli   | 19       | 2       | ?           | ?          | 2            | 0            | ?            | ?            | 21       | 2      | ?           | ?          |
| F. Semioli      | 3        | 0       | ?           | ?          | 2            | 0            | ?            | ?            | 5        | 0      | ?           | ?          |
| S. Sorrentino   | 4        | -3      | ?           | ?          | 2            | -3           | ?            | ?            | 6        | -6     | ?           | ?          |
| S. Tiribocchi   | 3        | 0       | ?           | ?          | 2            | 1            | ?            | ?            | 5        | 1      | ?           | ?          |
| G. Venturin     | 2        | 0       | ?           | ?          | 1            | 0            | ?            | ?            | 3        | 0      | ?           | ?          |
| S. Vergassola   | 33       | 2       | ?           | ?          | 2            | 0            | ?            | ?            | 35       | 2      | ?           | ?          |

## Giovanili

### Organigramma
- Allievi nazionali:
  - Allenatore: Giovanni Zichella
  - Massaggiatore: Marco Sega
  - Accompagnatori: Ernesto Ghiotti, Lorenzo Villa

### Piazzamenti
- Primavera:
  - Campionato: Ottavi di finale
  - Coppa Italia:
  - Torneo di Viareggio: 2º posto.
- Berretti:
  - Campionato:
- Allievi nazionali:
  - Trofeo Città di Arco: 2º posto nel girone D di qualificazione.